# Hypnoidus atomus
Hypnoidus atomus is een keversoort uit de familie kniptorren (Elateridae). De wetenschappelijke naam van de soort is voor het eerst geldig gepubliceerd in 1878 door Ernest Candèze.